# Tetraneura utpali
Tetraneura utpali är en insektsart. Tetraneura utpali ingår i släktet Tetraneura och familjen långrörsbladlöss. Inga underarter finns listade i Catalogue of Life.